# Pentila connectens
Pentila connectens är en fjärilsart som beskrevs av Gustaaf Hulstaert 1924. Pentila connectens ingår i släktet Pentila och familjen juvelvingar. Inga underarter finns listade i Catalogue of Life.